# PEN Vlaanderen
PEN Vlaanderen is de Vlaamse tak van PEN International, een schrijversorganisatie die zich inzet voor vrijheid van meningsuiting en opkomt voor vervolgde schrijvers en journalisten. PEN Vlaanderen steunt, faciliteert en promoot auteurs die hun thuis hebben moeten verlaten. De werking wordt ondersteund door Literatuur Vlaanderen, stad Antwerpen en haar universiteit, deAuteurs, giften en ledenbijdragen.

## Geschiedenis
PEN International werd in 1921 in Londen opgericht. Het letterwoord PEN staat voor ‘Poets, Playwrights, Essayists, Editors & Novelists’. De Belgische PEN-afdeling startte in 1922 op initiatief van schrijver, journalist en parlementslid Louis Piérard. Vlaamse stichtende leden waren onder meer Cyriel Buysse, Herman Teirlinck, Felix Timmermans, Fernand Toussaint van Boelaere, Karel van de Woestijne en August Vermeylen.
In 1927 trad de Belgische PEN-vereniging op als gastvrouw voor het vijfde internationale PEN-congres. In 1930 werd de Belgische PEN-club opgesplitst in een Franstalige en een Nederlandstalige PEN-club. Fernand Toussaint van Boelaere werd voorzitter van de nieuwe ‘Vlaamsche PEN-club’ die op het internationale PEN-congres van 1931 van Den Haag en Amsterdam als officiële PEN-afdeling werd erkend.
Van 1965 tot 1972 publiceerde het PEN-centrum Vlaanderen het PEN-tijdschrift, van 1968 tot 1986 de maandelijkse PEN-tijdingen en samen met het Nederlands PEN-centrum van 1976 tot 1979 een kwartaalblad. In 1988 werd Monika van Paemel voorzitter die de focus op promotie van Vlaamse literatuur in het buitenland verlegde naar acties voor internationale vrije meningsuiting.
In 2002 opende de vereniging in samenwerking met de provincie, stad en Universiteit Antwerpen een schrijversflat om rust en inspiratie te bieden aan buitenlandse auteurs. Op 6 november werd  Tahar Ben Jelloun de eerste bewoner. In 2005 werd het pand aan de Keizerstraat verkocht maar de projectpartners vonden een nieuwe onderkomen in de Brusselstraat. Op dit nieuw adres kwam meer nadruk op het aanhalen van de banden tussen de schrijvers en hun gastland. De Colombiaanse schrijfster en journaliste Patricia Suarez werd eind mei de eerste gast. In 2012 werd Antwerpen lid van het ICORN (International Cities of Refuge Network) en sindsdien biedt de flat tijdelijk onderdak aan gevluchte schrijvers. PEN Vlaanderen helpt deze ballingen op Vlaamse podia van literaire manifestaties (waaronder Behoud de Begeerte) en organiseert ook ontmoetingen in scholen, waar ze met een Vlaamse collega in gesprek gaan met leerlingen.
Naar aanleiding van de Dag van de Gevangen Schrijver op 15 november voert PEN Vlaanderen elk jaar actie voor vrije meningsuiting. Sinds 2018 krijgt dit vorm in het evenement Free the Word! waar vervolgde of gevluchte schrijvers een podium krijgen. PEN Vlaanderen is actief lid van het Writers in Prison Committee van PEN International. Ze gaat lezingen geven in gevangenissen in samenwerking met De Rode Antraciet, organiseert briefschrijfacties om druk uit te oefenen om gevangen auteurs vrij te laten en stuurt waarnemers naar processen tegen schrijvers en journalisten.
In 2018 ontving PEN Vlaanderen de Arkprijs van het Vrije Woord.

### Voorzitters
- 1930-1947: Fernand Toussaint van Boelaere
- 1947-1959: Franz De Backer
- 1959-1973: Richard Declerck
- 1973-1974: Paul Snoek
- 1974-1980: Albert Bontridder
- 1980-1982: Frans Vyncke
- 1982-1988: Marcel Wauters
- 1988-2001: Monika van Paemel
- 2001-2003: Paul Koeck
- 2003-2007: Stefaan Van den Bremt
- 2007-2011: Geert van Istendael
- 2011-2014: David Van Reybrouck
- 2014-2018: Joke van Leeuwen
- 2018-2023: Erik Vlaminck
- 2023-heden: Alicja Gescinska

Erevoorzitters waren onder anderen Herman Teirlinck, Stijn Streuvels en Louis Paul Boon.

## Erkenning
- 2018: Arkprijs van het Vrije Woord